# Fusaiolă

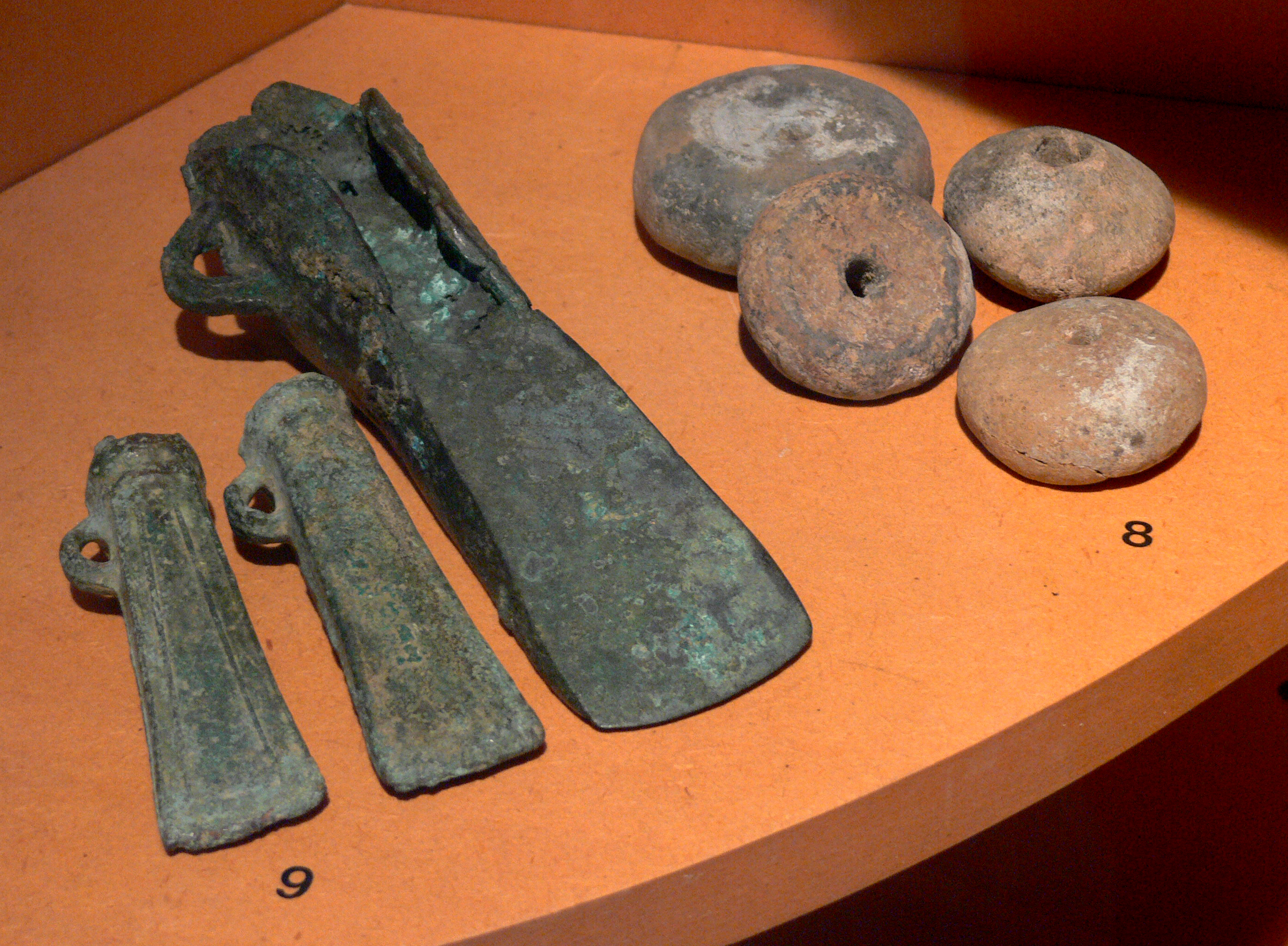
Fusaiole şi topoare de bronz găsite în grota Champdamoy (Quincey, Haute-Saône, Franța)

Fusaiola (din italiană fusaiolo) este o piesă în formă de disc, realizată din teracotă, lut ars, os, bronz sau piatră, plasată la partea inferioară a fusului, cu scopul de a-i asigura o rotație regulată, având funcția de volant.
Fusaiolele mai sunt cunoscute și sub denumirea de „prâsnele de fus”. Ele pot avea o greutate mai mare sau mai mică în funcție de grosimea firului tors sau a materiei prime – lână, in, cânepă etc.
Pe teritoriul României au fost descoperite fusaiole antice în diverse locuri, cum ar fi Oncești, Maramureș, pe dealul Cetățea, Pietroasele, Buzău, Cârlomănești, Buzău, Agârbiciu, Sibiu, în locul numit în Pădure s-a descoperit o fusaiolă de lut datând, probabil, din Epoca Fierului, expusă la Muzeul Național Brukenthal, Capidava, unde s-a găsit, pe lângă fusaiole, și un fus de lemn carbonizat, etc.
Fusaiolele de ceramică, majoritatea de formă bitronconică, sunt prezente în așezările geto-dace pe tot parcursul perioadei cuprinse între sec. V a. Chr.-I p. Chr. În cursul săpăturilor arheologice efectuate în anii 1961-1966 la Cucuteni au fost descoperite 25 de fusaiole constituite din două trunchiuri de con, lipite în zona bazei mari, canalul axial fiind realizat prin modelarea piesei înainte de ardere.
La Hârșova au fost descoperite două fusaiole în formă de calotă sferică, confecționate din os, cu diametrul de 4,8 cm, respectiv 3 cm. Cea mai mică este atent finisată, fiind ornamentată cu multă migală. Pe partea plată sunt incizate, spre margine trei cercuri concentrice iar în jurul orificiului central, alte două cercuri; în spațiul rămas se află patru trefle formate din câte trei cerculețe cu punct la mijloc, dispuse în cruce. Pe partea bombată, spre margine, sunt incizate patru cercuri concentrice.
Culturilor bronzului mijlociu de pe teritoriul de azi al României îi aparțin și așa-numitele "Capete de băț", care sunt obiecte de ceramică de diferite forme, asemănătoare fusaiolelor, dar spre deosebire de acestea, nu sunt perforate complet. Diametrul lor variază între 3 și 6 cm. Modul de utilizare al "capetelor de băț" este încă nelămurit. N. Chidioșan este de părere că aceste piese nu sunt fusaiole, el invocând în sprijinul afirmației sale forma rotunjită sau plată a părții opuse găurii și lipsa orificiului complet perforat".